# Dichagyris terminicincta
Dichagyris terminicincta là một loài bướm đêm thuộc họ Noctuidae. Nó được tìm thấy ở Cận Đông và Trung Đông, more specifically Liban, Israel, Thổ Nhĩ Kỳ, Iran và
Afghanistan.
Con trưởng thành bay từ tháng 7 đến tháng 8. Có một lứa một năm.